# イングリッド・アンドレ
イングリッド・アンドレ（Ingrid Andree、1931年1月19日 ‐ ）は、ドイツの女優。

## 来歴
コーヒー輸入業者の娘としてハンブルクで生まれる。ハンブルク音楽演劇大学で学び、1951年に舞台デビュー。
映画初出演は舞台デビューの前年の1950年。その後、数々の映画に出演し、活躍。日本公開作は少ないが、ドイツでは可憐な容姿で人気を集めた。1957年に出演した映画『Bekenntnisse des Hochstaplers Felix Krull』（日本未公開。英語題名は『The Confessions of Felix Krull』）は第15回米国ゴールデングローブ賞外国語映画賞を受賞している。そして、1958年の『ザイラーの初恋物語』ではトニー・ザイラーの相手役を務めた。また、テレビドラマにも進出し、多くの作品に出演。1960年代後半からは主に舞台を中心に出演している。
1958年（昭和33年）8月15日には映画『Peter Voss, der Millionendieb』（日本未公開。カラー作品）の日本ロケのため、共演のO・W・フィッシャー、ワルター・ギラーやスタッフ達と総勢19人で来日。東京国際空港（羽田空港）、椿山荘、上野東照宮などでロケを行った。同8月19日、離日。
1959年に俳優のハンス・ロータ（Hanns Lothar）と結婚し、翌1960年に娘のズザンネ・ロータが生まれたが、1965年に離婚。ハンス・ロータはその2年後の1967年に亡くなっている。現在、ズザンネも女優として活躍している。ズザンネの夫は俳優のウルリッヒ・ミューエで、孫（ズザンネとミューエの子供）もいる。
ドイツ連邦共和国功労勲章を受章している。

## 主な出演映画
- ザイラーの初恋物語　Ein Stück vom Himmel　（1958年）
- 最後の沈黙　Der Rest ist Schweigen　（1959年） - 同1959年11月に東京で開催されたドイツ映画祭で上映。
- Tears of Stone（石の花）　Tár úr steini　（1995年）